# Daisy (Vorname)
Daisy ist ein weiblicher Vorname.

## Herkunft und Bedeutung
Daisy ist in der englischen Sprache der botanische Trivialname für allerlei Margeriten, Gänseblümchen und ähnlich aussehende Korbblütler (Asteraceaen). Etymologisch wird der Name aus dem Altenglischen dægeseage hergeleitet, was so viel wie „day eye“ (wörtlich ‚Tagesauge‘, ‚Sonnenauge‘, eigentlich ‚Sonne‘ oder auch ‚Perle‘) bedeutet. Gebräuchlich wurde der Name im 19. Jahrhundert im englischen Sprachraum – insbesondere im späten viktorianischem Zeitalter –, als Pflanzen- und Blumennamen zunehmend für (weibliche) Vornamen etabliert wurden. Er gilt auch als Spitzname für Margarete (vgl. auch spanisch Margarita) und seiner Diminutivform Peggy.
Bekannt wurde er im deutschen Sprachraum auch durch literarische Verwendungen wie Daisy Miller oder durch Daisy Duck, eine Trickfilmfigur aus der Zeichentrickserie Mickey Mouse.

## Namensträgerinnen
- Daisy (* 1976), österreichische Popsängerin
- Daisy Gräfin von Arnim (* 1960), deutsche Autorin und Unternehmerin
- Daisy Bates (Autorin) (1859–1951), australische Journalistin
- Daisy Bates (Bürgerrechtlerin) (um 1914–1999), US-amerikanische Bürgerrechtlerin
- Daisy Betts (* 1982), australische Schauspielerin
- Daisy Bevan (* 1992), britische Schauspielerin
- Daisy Dee (* 1970), niederländische Sängerin, Schauspielerin und Fernsehmoderatorin
- Daisy Donovan (* 1973), britische Schauspielerin, Autorin und Produzentin
- Daisy Door (* 1944), deutsche Schlagersängerin
- Daisy Earles (1907–1980), deutsch-amerikanische kleinwüchsige Schauspielerin
- Daisy Edgar-Jones (* 1998), britische Schauspielerin
- Daisy Fellowes (1890–1962), Künstlername einer US-amerikanischen Chefredakteurin und Singer-Erbin
- Daisy Fuentes (* 1966), kubanische Moderatorin, Model und Schauspielerin
- Daisy Head (* 1991), britische Schauspielerin
- Daisy Lang (* 1972), bulgarische Boxerin und Kampfsportlerin
- Daisy Marie (* 1984), US-amerikanische Pornodarstellerin
- Daisy d’Ora (1913–2010), Miss Germany (1931 oder 1932) und eine deutsche Schauspielerin
- Daisy von Pless (1873–1943), Fürstin von Pless, erste High-Society-Lady des europäischen Hochadels
- Daisy Ridley (* 1992), britische Schauspielerin
- Daisy Spies (1905–2000), deutsche Tänzerin und Choreographin
- Daisy Tahan (* 2001), US-amerikanische Schauspielerin
- Daisy Voog (* 1932), deutsche Bergsteigerin

### Fiktive Personen, Tiere, Maskottchen
- Daisy Miller, Heldin der gleichnamigen Novelle von Henry James
- Daisy Duck, Donald Ducks Freundin
- Daisy (Yorkshire-Terrier), Hund von Rudolph Moshammer
- Daisy „Quake“ Johnson, Superheldin der Marvel Comics
- Daisy „Die Gefangene“ Domergue, Antagonistin in The Hateful 8
- Prinzessin Daisy, Figur aus den Videospielreihe Super Mario

## Sonstige Benennungen
- in der Barsprache die Bezeichnung für Getränke, die besonders durch ihre Süße auffallen und daher vorwiegend als Damen-Cocktails gelten
- Sturmtief Daisy, ein Mittelmeertief Januar 2010, das zu schweren Schnee- und Sturmereignis führte
- Daisy, Pseudonym des schwedischen Autors Fredrik Ulrik Wrangel